# 파업전야
《파업전야》는 장산곶매가 1990년 노동절 101주년을 기념해 제작한 16밀리 독립 영화이다.
광주 민주화 운동을 다룬 《오! 꿈의 나라》에 이어 나온 장산곶매의 두 번째 장편 영화로, 어려운 여건에서 노동자들이 노동조합을 결성하고 파업을 조직하는 과정을 사실주의 수법으로 묘사했다.  인천 남동공단의 금속기업 단조반이 무대이며, 비인간적인 노동조건, 학생 출신 노동운동가의 위장취업, 노조 결성, 사업주의 반발과 해고, 구사대 등장과 같은 당시 노동현장과 노동운동의 전형적인 요소들이 들어 있다. '대한민국 최초의 노동 영화'로 꼽힌다.
영화의 내용이 파업을 선동하고 있다는 노태우 정부 측의 판단 때문에 대학가를 중심으로 불법 순회상영되었다. 총 관객 수는 30만 명에 달한 것으로 알려졌다. "상영하고 보는 것 자체가 투쟁"이라는 말이 있을 정도로 오랜 기간 음지에 있던 영화였으나, 2006년 11월 10일 KBS 1TV의 독립영화 프로그램 KBS 독립영화관을 통해 방영되었다.
안치환의 〈철의 노동자〉가 삽입곡으로 쓰였다.
2019년 5월 1일 29년만에 정식으로 극장 개봉했다.

## 캐스팅
- 강능원
- 고동업 : 원기 역
- 김동범
- 박종철
- 박홍규
- 신종태
- 엄경환 : 춘섭 역
- 왕태언 : 김 전무 역
- 이덕신
- 이용배
- 이은희
- 임영구 : 주완익 역
- 조현모 : 석구 역
- 최경희 : 미자 역
- 최일순
- 홍석연
- 황병도
- 황진

## 참고 자료
- 이영환 기자 (2006년 11월 9일). “오! 종영 전야에 열린 '닫힌 문' - [호모엔포테인먼트의 시선] KBS ‘독립영화관-파업전야’”. 미디어오늘. 2019년 5월 3일에 확인함.
- 박진형 기자 (2006년 11월 2일). “최루탄과 싸우며 보던 '파업전야', KBS에서 '상영' - KBS '독립영화관' 11월 10일 '파업전야' 방송”. 민중의소리. 2019년 5월 3일에 확인함.
- “한국 독립영화 회고전 - <파업전야>외”. 씨네21. 2001년 3월 28일. 2019년 5월 3일에 확인함.